# Nightclubbing
Nightclubbing -En español (literalmente): Visitar un club nocturno- es el quinto álbum de estudio de Grace Jones lanzado el año 1981. Es el segundo álbum que Jones grabó en el Compass Point Studios en las Bahamas y se convirtió en el auge comercial de la cantante y la base de su gira A One Man Show. En diciembre de 1981 fue anunciado como el álbum #1 por la revista NME en su sección "NME Album of the Year".
El primer sencillo del álbum fue "Demolition Man", escrita por Sting para Jones y también incluida en el álbum Ghost in the Machine de The Police. El segundo sencillo "Pull Up to the Bumper" fue un éxito y se convirtió en una de las canciones más conocidas de Jones. Originalmente alcanzó el #53 en el UK Singles Chart en junio de 1981, y en 1985 fue relanzado tras el éxito del álbum recopilatorio Island Life con "La Vie en Rose" como lado B, alcanzando el #12.
El tercer sencillo de Nightclubbing fue "I've Seen That Face Before (Libertango)", que combinaba el tango argentino clásico de Astor Piazzolla con un ritmo reggae y algunas letras en francés. La canción "Nightclubbing" es originalmente una canción de Iggy Pop, que fue coescrita por David Bowie y su cuarto sencillo, "Walking in the Rain", fue originalmente grabada por la banda australiana de new wave Flash and the Pan e incluida en su álbum debut homónimo de 1979. Nightclubbing cierra con la balada "I've Done It Again", escrita por Barry Reynolds, con quien Jones compuso parte del material de su álbum Living My Life (1982).
El álbum alcanzó el #35 en las listas de álbumes del Reino Unido en mayo de 1981, el #9 en los Álbumes R&B de Billboard y el #32 en el Hot 100, y esto con una imagen totalmente nueva y andrógina creada por Jean-Paul Goude, dejando Jones la imagen de una diva del disco tras la caída de las ventas, para convertirse en una estrella internacional con éxito en las listas generales, firmando con Island Records quien lanzó su álbum Warm Leatherette en 1980.
Las notas del álbum recopilatorio de Universal Music The Grace Jones Story (2006) manifestó "un doble CD edición de lujo de Nightclubbing será lanzado en mayo de 2006 para celebrar el vigésimo quinto aniversario de su obra magistral", incluyendo como canciones extra los mixes originales de 1981 en 7" y 12", las cuales quedaron fuera del recopilatorio Private Life: The Compass Point Sessions, que incluye "Walking in the Rain" (2 diferentes, un mix en 12" y una editada en 7"), "Pull Up to the Bumper" (3 diferentes, un mix en 12" y también una versión dub en 7" realizada por el Allstars Compass Point llamado "Peanut Butter"), "Feel Up" (2 diferentes, un mix en 12"), "I've Seen That Face Before (Libertango)" (mix en 12"), además de una versión de 7" en español, titulada "Esta cara me es conocida". Por razones desconocidas, esta edición de lujo no fue lanzada.
La doble edición de lujo de Nightclubbing se fijó para ser lanzada el 2009 para coincidir con el aniversario 50 de Island Records.

## Lista de canciones

### Lado A
1. "Walking in the Rain" (Harry Vanda, George Young) - 4:18
2. "Pull Up to the Bumper" (Koo Koo Baya, Grace Jones, Dana Mano, Sly Dunbar) - 4:41
3. "Use Me" (Bill Withers) - 5:04
4. "Nightclubbing" (David Bowie, Iggy Pop) - 5:06

### Lado B
1. "Art Groupie" (Barry Reynolds, Grace Jones) - 2:39
2. "I've Seen That Face Before (Libertango)" (Astor Piazzolla, Barry Reynolds, Dennis Wilkey, Nathalie Delon) - 4:30
3. "Feel Up" (Grace Jones) - 4:03
4. "Demolition Man" (Sting) - 4:03
5. "I've Done It Again" (Barry Reynolds) - 3:51

## Historial de versiones

### LP
- 1981 Island Records (ISL 9624, Canadá)
- 1981 Island Records (203 481, Países Bajos)
- 1981 Island Records (ILPS 9624, Inglaterra)
- 1981 Island Records (203 481-320, Alemania)
- 1981 Island Records (ILPS 9624, Estados Unidos)
- 1981 Island Records (6313 167, Francia)
- 1981 Island Records (1-203481, España)
- 1983 Island Records / Oasis Record Co. (OLW-244, Corea del Sur)
- 1990 Island Records (253 481, Alemania)
- 1990 Island Records (90 093-2, Alemania)

### Casete
- 1981 Island Records (ISMC 9624, Canadá)

### CD
- 1989 Island Masters (IMCD 17, Inglaterra)
- 1990 Island Records (CID 9624, Alemania)
- 1990 Island Records (422 842 368-2, Estados Unidos)
- 1992 Island Records (ITSCD 4, Inglaterra: un doble CD, el primer disco Warm Leatherette)

## Personal
- Grace Jones – canto, cantante secundaria
- Wally Badarou – teclado
- Monte Browne – guitarra rítmica
- Robbie Shakespeare – bajo eléctrico
- Sly Dunbar – batería, syndrums
- Mikey Chung – guitarra
- Masai Delon – cantante secundaria
- Tyrone Downie – teclado, cantante secundario
- Jack Emblow - acordeón
- Barry Reynolds – guitarra
- Jess Roden – cantante secundario
- Mel Speller – percusión, cantante secundario
- Uziah "Sticky" Thompson – percusión

## Canciones

### "Demolition Man"
- US 7" single (1981)

1. "Demolition Man"
2. "Walking In The Rain"

- UK 7" single (1981) WIP6673

1. "Demolition Man"
2. "Warm Leatherette"

- US 7" promo (1981)

1. "Demolition Man"

- US 12" single (1981) 0-96860

1. "Demolition Man" (4:04)
2. "Love Is The Drug" (7:15)

- UK 12" single (1981) 12WIP 6673

1. "Demolition Man" (Versión larga)
2. "Bullshit"

### "I've Seen That Face Before (Libertango)"
- US 7" single (1981)

1. "I've Seen That Face Before (Libertango)" - 4:29
2. "Warm Leatherette" - 4:25

- UK 7" single (1981) WIP 6700

1. "I've Seen That Face Before (Libertango)" - 4:29
2. "I've Seen That Face Before (Libertango)" (Versión en español) - 4:32

- GE 7" single (1981) 103 030-100

1. "I've Seen That Face Before (Libertango)" - 4:30
2. "Warm Leatherette (Remix)" - 4:25

- ES 7" single (1981)

1. "Esta cara me es conocida" ("I've Seen That Face Before" con partes habladas en español) - 4:32
2. "El Demoledor" ("Demolition Man") - 4:32

- N 7" single (1981) 103.184

1. "I've Seen That Face Before (Libertango)" - 4:30
2. "Demolition Man" - 4:32

- BR 7" single (1981) 103030

1. "I've Seen That Face Before (Libertango)" - 4:29
2. "Warm Leatherette" - 4:25

- US 12" single (1981)

1. "I've Seen That Face Before (Libertango)" (Versión Larga) - 5:36
2. "Pull Up To The Bumper" (Long Version) - 5:01

- FR 12" single (1981) 6010363

1. "I've Seen That Face Before (Libertango)" (Versión Larga) - 5:32
2. "Warm Leatherette" - 4:25

- GE 12" single (1981) 600 366-213

1. "I've Seen That Face Before (Libertango)" - 5:36
2. "Pull Up To The Bumper (Versión Larga) - 5:01

- NE 12" single (1981) 600366

1. "I've Seen That Face Before (Libertango)" - 5:36
2. "Pull Up To The Bumper (Versión Larga) - 5:01

- UK 12" single (2005) Gigolo Records GIGOLO136

1. "I've Seen That Face Before (Libertango)" (Mix Berlín)
2. "I've Seen That Face Before (Libertango)" (Mix Viena)

### "Pull Up to the Bumper"
- US 7" single (1981) IS 49697

1. "Pull Up To The Bumper" (Editada) - 3:40
2. "Breakdown" - 3:00

- UK 7" single (1981) WIP6696

1. "Pull Up To The Bumper" (Editada) - 3:40
2. "Feel Up" - 4:02

- NE 7" promo (1981)

1. "Pull Up To The Bumper" (Editada) - 3:40
2. "Feel Up" - 3:53

- MX 7" promo (1981)

1. "Pull Up To The Bumper" (Editada) (3:40)
2. "Feel Up" - 3:53

- US 12" promo (1981) PRO-A-936

1. "Pull Up To The Bumper" - 4:30
2. "Pull Up To The Bumper" (Versión party) - 5:45

- UK 12" single (1981) 12WIP6696

1. "Pull Up To The Bumper" (UK 12" Remix)
2. "Feel Up" (Remix)

- UK 7" single (1985) IS 240

1. "Pull Up To The Bumper" (Remix) - 3:40
2. "La Vie En Ros'e (Versión 7") - 3:35

- GE 7" single (1985) 107 876

1. "Pull Up To The Bumper (Remix) - 3:40
2. "La Vie En Rose" (Versión 7") - 3:35

- UK 12" single (1985) 12IS 240

1. "Pull Up To The Bumper" (Remix) - 6:24
2. "La Vie En Rose" - 7:24
3. "Nipple To The Bottle" - 5:55

- GE 12" single (1985) 602 138

1. "Pull Up To The Bumper" (Remix) - 6:24
2. "La Vie En Rose" - 7:24
3. "Nipple To The Bottle" - 5:55

- NZ 12" single (1985) X14270

1. "Pull Up To The Bumper" (Remix) - 6:24
2. "La Vie En Rose" - 7:24
3. "Nipple To The Bottle" - 5:55

- US 12" single (1985) 0-96862

1. "Pull Up To The Bumper" - 4:40
2. "Nipple To The Bottle" (Versión 12") - 6:57

- UK CASS single (1986) CIS 240

1. "Pull Up To The Bumper" (Remix) - 6:24
2. "Nipple To The Bottle" - 7:24
3. "La Vie En Rose" - 5:55
4. "Peanut Butter" - 3:05 (Instrumental de "Pull Up To The Bumper")

### "Use Me"
- US 7" single (1981) IS49776

1. "Use Me" (Editada) - 3:41
2. "Feel Up"

- US 7" promo (1981) IS49776

1. "Use Me" (Editada/Estéreo) - 3:41
2. "Use Me" (Editada/Mono) - 3:41

### "Feel Up"
- US 7" single (1981) IS49828

1. "Feel Up" (Editada) - 3:41
2. "Walking in the Rain" - 4:18

- US 7" promo (1981) IS49828

1. "Feel Up" (Editada/Mono) - 3:41
2. "Feel Up" (Editada/Estéreo) - 3:41

- US 12" promo (1981) PRO-A-985

1. "Feel Up" (Versión Larga) - 6:15
2. "Walking in the Rain" - 4:18

### "Walking in the Rain"
- US 7" single (1981)

1. "Walking In The Rain" - 4:18
2. "Pull Up To The Bumper" - 4:40

- UK 7" single (1981) WIP6739

1. "Walking In The Rain" (Remix editado, Reino Unido) - 4:05
2. Compass Point Allstars: "Peanut Butter" (Instrumental de "Pull Up To The Bumper") - 3:05

- GE 7" single (1981) 103 701

1. "Walking In The Rain" - 4:18
2. "Pull Up To The Bumper" - 4:40

- AU 7" single (1981) K 8546

1. "Walking In The Rain" (Versión 7") - 3:52
2. "Peanut Butter" (Instrumental de "Pull Up To The Bumper") - 3:07

- UK 12" single (1981) 12WIP 6739

1. "Walking In The Rain" (Remix Reino Unido) 7:29
2. "Pull Up To The Bumper" (Remix) - 7:17

- GE 12" single (1981) 600459-213

1. "Walking In The Rain" (Versión Larga) - 7:25
2. "Pull Up To The Bumper" (Versión Disconet) - 7:15
3. "Peanut Butter" (Instrumental de "Pull Up To The Bumper") - 3:05

- AU 7" single (1981)

1. "Walking In The Rain" (Versión Editada) - 3:52
2. "Peanut Butter" (Instrumental de "Pull Up To The Bumper") - 3:07

- AU 12" single (1981) X 13079

1. "Walking In The Rain" (Versión Editada) - 4:58
2. "Peanut Butter" (Instrumental de "Pull Up To The Bumper") - 3:05
3. "Feel Up" (Versión Extendida) - 5:06

## Listas musicales

### Álbum
| Año  | Lista musical            | Posición |
| ---- | ------------------------ | -------- |
| 1981 | Billboard Hot 200        | 32       |
| 1981 | Billboard Top R&B Albums | 9        |
| 1981 | Suecia                   | 4        |
| 1981 | Países Bajos             | 2        |

### Canciones
| Año  | Canción                                   | Lista musical               | Posición |
| ---- | ----------------------------------------- | --------------------------- | -------- |
| 1981 | "Pull Up to the Bumper"                   | Billboard Black Singles     | 5        |
| 1981 | "Pull Up to the Bumper"                   | Billboard Club Play Singles | 2        |
| 1981 | "Pull Up to the Bumper"                   | Top 40 Holandés             | 20       |
| 1981 | "Pull Up to the Bumper"                   | Alemania                    | 26       |
| 1981 | "I've Seen That Face Before (Libertango)" | Alemania                    | 16       |
| 1981 | "I've Seen That Face Before (Libertango)" | Top 40 Holandés             | 2        |